# Bufotes
Bufotes – rodzaj płazów bezogonowych z rodziny ropuchowatych (Bufonidae).

## Zasięg występowania
Rodzaj obejmuje gatunki występujące w Korei, północnych i skrajnie zachodnich Chinach, regionie jeziora Bajkał w Rosji i skrajnie zachodniej Mongolii oraz na wschód przez Kirgistan i Afganistan, Kaszmir (Indie i Pakistan), do Iranu, Iraku i zachodniej Europy, Lewantu i śródziemnomorskiej Afryki Północnej.

## Systematyka

### Etymologia
- Bufo (Buffo): łac. bufo, bufonis „ropucha”[8].
- Batrachus: gr. βατραχος batrakhos „żaba”[9]. Nazwa zastępcza dla Bufo Laurenti, 1768 (nazwa zajęta przez Batrachus Schäffer, 1760 (Actinopterygii)).
- Bufotes: łac. bufo, bufonis „ropucha”[8]; gr. -οτης -otēs „przypominający”[10]. Nazwa zastępcza dla „Bufo Daud.” (= Bufo Laurenti, 1768).
- Pseudepidalea: gr. ψευδος pseudos „fałszywy”; rodzaj Epidalea Cope, 1864[6]. Gatunek typowy: Bufo viridis Laurenti, 1768.

### Podział systematyczny
Do rodzaju należą następujące gatunki:
- Bufotes baturae (Stöck, Schmid, Steinlein & Grosse, 1999)
- Bufotes boulengeri (Lataste, 1879)
- Bufotes cypriensis Litvinchuk, Mazepa, Jablonski & Dufresnes, 2019
- Bufotes latastii (Boulenger, 1882)
- Bufotes luristanicus (Schmidt, 1952)
- Bufotes oblongus (Nikolskii, 1896)
- Bufotes pewzowi (Bedriaga, 1898)
- Bufotes pseudoraddei (Mertens, 1971)
- Bufotes surdus (Boulenger, 1891)
- Bufotes turanensis (Hemmer, Schmidtler & Böhme, 1978)
- Bufotes viridis (Laurenti, 1768) – ropucha zielona[11][12]
- Bufotes zugmayeri (Eiselt & Schmidtler, 1973)